# Metacrias hudsoni
Metacrias hudsoni är en fjärilsart som beskrevs av Rothschild 1914. Metacrias hudsoni ingår i släktet Metacrias och familjen björnspinnare. Inga underarter finns listade i Catalogue of Life.